# Vincent Banić
Vincent Banić (Duffel, 9 de junio de 1988) es un actor, video jockey y modelo flamenco de origen croata.

## Biografía
Banić es reconocido por interpretar a Mick Zeelenberg en la serie juvenil Het Huis Anubis, y películas de esta, Anubis en het pad der 7 zonden y Anubis en de wraak van Arghus.  En 2008 y 2010, ganó el premio de Platin-filmprijs (compartido con dos co-actores y el director).  También participó tres veces en la serie Spoed.  Interpretó un papel de invitado en la vigésima temporada de De kotmadam. 
Vincent mantuvo relaciones con dos de sus compañeras de elenco de Het Huis Anubis, Marieke Westenenk y Claartje Janse. 
En 2012, participó en Sterren op de Dansvloer con la pareja profesional, Vanessa Natale.  También es uno de los protagonistas, junto a Thomas Hoefnagels y Sverre Denis, de la serie Models. En 2014 participó en Beat Da Bompaz de VTM. 
Desde septiembre de 2016, interpreta a Guido II Van den Bossche en la telenovela de VTM, Familie, en reemplazo de Jelle Florizoone.